# 1999年松山市長選挙
1999年松山市長選挙（1999ねんまつやましちょうせんきょ）は、1999年4月25日に執行された愛媛県松山市の市長選挙である。第14回統一地方選挙の一つとして実施された。

## 概要
松山市長・田中誠一の任期満了に伴う市長選挙である。3選を目指す現職の田中に元衆議院議員・中村時広と日本共産党候補者の大西信吾が挑み、事実上田中と中村の一騎打ちとなった。田中はかつて助役として仕えた松山市長・中村時雄を追い落としたことがあり、中村時広は時雄の息子であるため、親子2代にわたる因縁の対決として注目を集めた。また、田中は主要政党相乗りで選挙戦に臨んでおり、オール与党体制を構築した現職に新人が挑むという構造となった
この選挙は、政治学的に「主要政党相乗り」を巡る選挙のサンプルとして考察される場合がある。

## 選挙戦

### 立候補者
| 候補者名 | 公認・推薦党派 | 肩書                       |
| -------- | -------------- | -------------------------- |
| 田中誠一 | 無所属         | 松山市助役・松山市長       |
| 中村時広 | 無所属         | 愛媛県議会議員・衆議院議員 |
| 大西信吾 | 日本共産党     |                            |

### 展開
1999年4月の統一地方選挙に合わせて行われる松山市長選挙を巡って、1998年末から各陣営から駆け引きが行われた。
1998年12月、松山市長・田中誠一は3選を目指し松山市長選挙への地立候補を表明した。そして比較的早い段階で多くの政党・組織から推薦と支持を取り付けることで選挙戦を有利に戦おうとした。
同年2月、市民グループや一部市議からの支持を受けた中村時広も松山市長選への立候補を表明し、選挙戦は事実上この二人の一騎打ちとみなされる。
松山市民の間では、1999年愛媛県知事選挙における前代未聞の正月投票や怪文書騒動、そして自民党一枚岩体制に伴う政治的閉塞感などから、有権者の間に政治不信が高まっていた。このような環境は相対的に新人の中村に有利な状況を生み出したと考えられている。一方、政党相乗り推薦への不満を持っている層は松山市有権者の約4割弱に上っていたものの、それらの票が必ずしも中村に流れているとは言えない状況だった。
事態が一変したのは県議会選挙後に行われた加戸の発言後である。4月11日の県議選の結果を受けて、4月12日に県知事の加戸守行が「一市民として」中村の支持を表明した。この発言を田中は「知事の発言には影響がある。できれば控えてほしかった」と応じたように、選挙戦の流れを変えることとなった。知事与党である自民党県連は、田中への推薦を見送った。また、知事発言と自民党の推薦見送りで田中支持層の有権者には動揺が起き、態度保留または新人志向へと流れていった。

### 結果
中村が現職の田中らを破り初当選した。
※当日有権者数：363,397人 最終投票率：56.93%（前回比：+25.73pts）
| 候補者名 | 年齢 | 所属党派 | 新旧別 | 得票数    | 得票率 | 推薦・支持                                                                                 |
| -------- | ---- | -------- | ------ | --------- | ------ | ------------------------------------------------------------------------------------------ |
| 中村時広 | 39   | 無所属   | 新     | 108,966票 | %      | なし                                                                                       |
| 田中誠一 | 73   | 無所属   | 現     | 88,193票  | %      | 自民党松山市連・公明党松山支部・社民党第一区支部連合・民主党愛媛・えひめ民主協会松山総支部 |
| 大西信悟 | 61   | 共産党   | 新     | 8,326票   | %      | なし                                                                                       |

中村の勝因としては幾つかの点を挙げることができる。一つは中村の政治的な資産である。中村時広は松山市長だった時雄の息子であり、自身も日本新党から当選した元衆議院議員であり、単なる新人ではなかった。松山市民の間に市政への不信感が高まっていたことや、新知事・加戸の支持表明も中村の優位に働いた。中村は当時39歳と歴代の松山市長と比べてかなり若く、清廉なイメージを与えることに成功した。また、当時は今治市の越智忍、西条市の伊藤宏太郎、四国中央市の井原巧と、松山以東の市町村では中村以外にも世襲の市長が多かった。
一方、田中は組織戦重視の選挙戦の繰り広げ、各党から幅広い支持を得ていた。しかし、松山では都市化が進み組織票の力が弱まっていたため、田中は票を伸ばすことができなかった。また、加戸の中村支持表明に伴う自民党県連の支持見送りは、保守層の強い松山において大きな影響を与えたと見られている。
なお、中村の当選によって、松山市長は戦後の公選が始まって以来6代連続で広い意味での公職経験者が就任することとなった。